# Aspidites
Aspidites – rodzaj węży z rodziny pytonów (Pythonidae).

## Zasięg występowania
Rodzaj obejmuje gatunki występujące w Australii.

## Systematyka

### Etymologia
- Aspidiotes: gr. ασπιδιωτης aspidiōtēs „uzbrojony w tarczę”, od ασπις aspis, ασπιδος aspidos „tarcza”[5].
- Aspidites: wariant nazwy Aspidiotes[2]. Nazwa zastępcza dla Aspidiotes Krefft, 1864 (nazwa zajęta przez Aspidiotes Bouché, 1844 (Hemiptera) i Aspidiotes Schoenherr, 1847 (Coleoptera)).

### Podział systematyczny
Do rodzaju należą następujące gatunki:
- Aspidites melanocephalus (Krefft, 1864) – pyton czarnogłowy[6]
- Aspidites ramsayi (Macleay, 1882) – pyton żółtogłowy[potrzebny przypis]